# Paranatama
Paranatama é um município brasileiro do estado de Pernambuco. Sua população estimada em 2018 foi de 11 608 habitantes.

## História
O nome do município vem do povo indígena Itacoatiara, primevos habitantes da região. Antigo distrito de Garanhuns, Paranatama inicialmente era chamada de Serrinha do Catimbau, devido à Serra do Catimbau. Ao ser elevada à condição de vila pelo decreto-lei nº 92, de 31 de março de 1938, passou a ser denominada Itacoatiara. Em 1943, teve seu nome trocado para Paranatama. Tornou-se município autônomo em 20 de dezembro de 1963 e sua instalação deu-se em 4 de fevereiro de 1964. Segundo Roberto Harrop Galvão, o nome Paranatama foi uma invenção do Tupi, e quer dizer região dos rios (paraná: rio + retama: terra, lugar). No ano de 1935, um grupo de cangaceiros liderado por Virgulino Feirreira, o Lampião, atacou a Serrinha do Catimbau, que ainda era distrito de Garanhuns. Maria Bonita foi atingida e o grupo de cangaceiros debandou do local. Hoje em dia um grupo de teatro local coordenado por Amauri dos Santos conta a história da invasão em forma de xaxado, dança típica da região.

## Geografia
Localiza-se a uma latitude 08º55'15" sul e a uma longitude 36º39'29" oeste. Possui uma área de 272,79 km² e esta a uma altitude de 879 metros.
O município está inserido no Planalto da Borborema, com relevo suave e ondulado. Sua vegetação é composta por Florestas Subcaducifólica e Caducifólica, próprias das áreas agrestes.
Paranatama encontra-se localizado nos domínios da bacia hidrográfica do rio Ipanema e do Grupo de Bacias de Pequenos Rios Interiores, sendo os principais rios: riachos da Brava, do Limitão, Seco, Riachão, do Exu, das Lajes e Baixo do Mocó, todos de regime intermitente.

## Divisão administrativa
O município é composto pelo distrito-sede e pelos povoados de Brejo Velho e Alto da Serra.